# Chiesa di San Giovanni (San Giovanni Bianco)
La chiesa di San Giovanni è il principale luogo di culto cattolico, di San Giovanni Bianco in alta Val Brembana, in provincia e diocesi di Bergamo ed è intitolato a san Giovanni apostolo evangelista. La chiesa è stata elevata a parrocchia nel 1451.

## Storia
La chiesa, edificata su un edificio precedente, risulta fosse stata intitolata a san Giovanni Evangelista il 19 aprile 1447 dal vescovo di Bergamo Polidoro Foscari, ed elevata a parrocchiale nel 1451 dal vescovo Giovanni Barozzi. Gli atti delle visite pastorali dei vescovi che si sono susseguite nel tempo, permettono la ricostruzione storica dell'antico edificio che nel 1575, secondo quando dichiarato dalla visita diocesana di san Carlo Borromeo, si sviluppava su due navate e aveva undici altari. Una delle due navate era quella antica risalente almeno al XIV secolo.
La chiesa ha avuto una completa ricostruzione iniziata nel 1857 e terminata nel 1864 su progetto dell'architetto Giuseppe Berlendis. Nel medesimo anno, il 26 luglio fu postata la pietra sacra a completamento dell'altare maggiore dal vescovo Pietro Luigi Speranza. Lavori di finitura proseguirono anche negli anni successivi con la consacrazione da parte del vescovo di Mindo Francesco Tavani il 29 marzo 1895 degli altari dedicati a san Giuseppe e san Luigi Gonzaga. Mentre la facciata fu terminata solo nel primo decennio del XX secolo su progetto dell'architetto Luigi Broggi e dell'ingegnere Cesare Nava. Nel secondo decennio del ventesimo secolo, fu ultimata la sacrestia con progetto di Luigi Angelini. Gli affreschi della cupola con la Gloria di San Giovanni e quelli del presbiterio con la Trasfigurazione di Gesù furono realizzati da Nino Nespoli nel 1914. Giovanni Munzio completò la chiesa con la costruzione della cappella destinata a conservare la Sacra Spina. Lavori di mantenimento e di finitura, con il rifacimento impianto di riscaldamento, si susseguirono poi nel corso nel XX secolo.

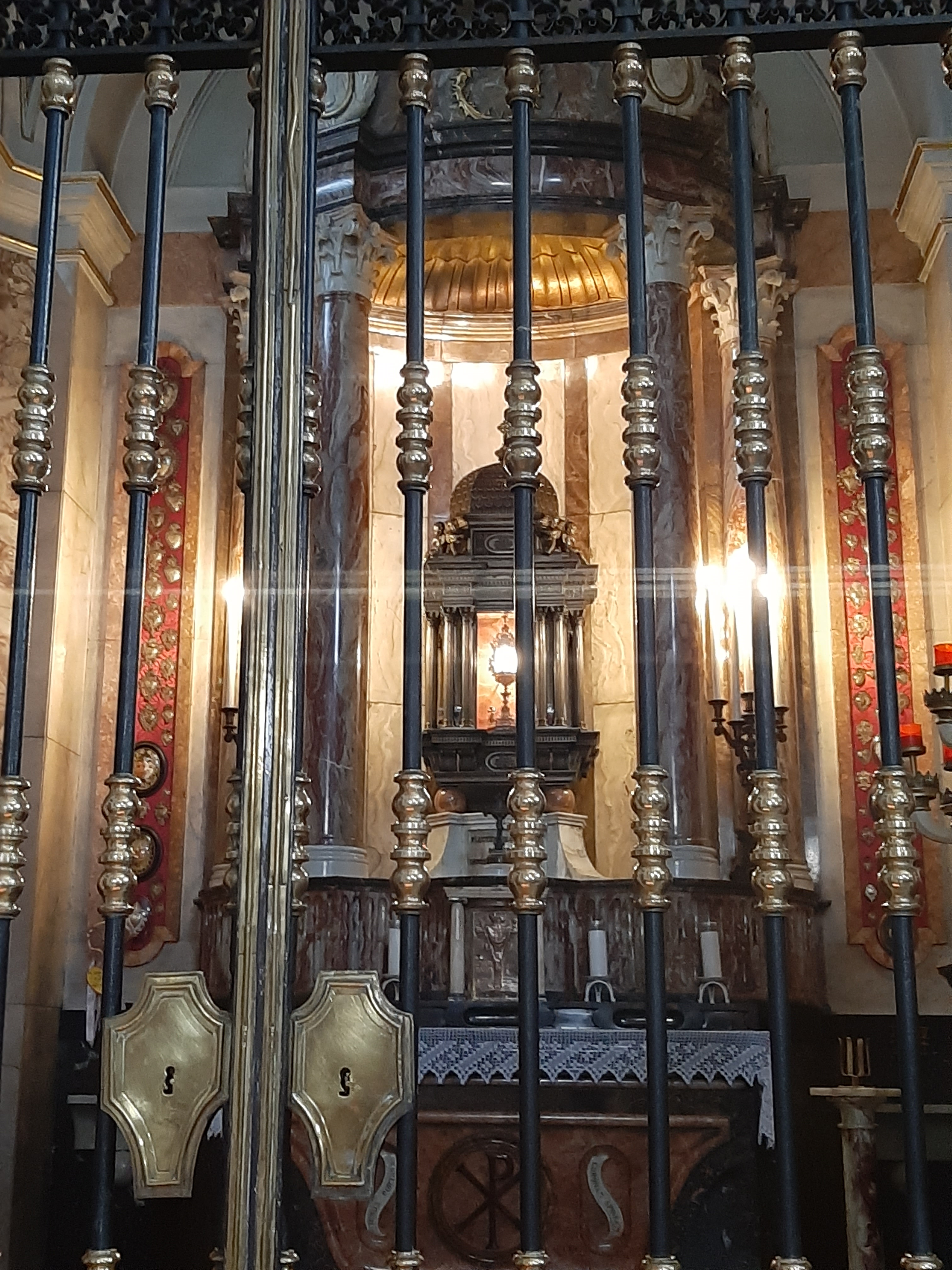
Sacra Spina San Giovanni Bianco

## Descrizione

### Esterno
L'edificio dal classico orientamento est-ovest,  e dal classico stile romanico, è preceduto dal sagrato lambito nella parte laterale dalla strada statale. La facciata è preceduta dal pronao aperto su tre lati e di grandi dimensioni, completo di archi e lesene e culminante dal timpano semicircolare spezzato. La parte successiva presenta la vera facciata, con tre ingressi di cui quello centrale di dimensioni maggiori, e completa dalle statue dei santi Giovanni apostolo, a cui la chiesa è intitolata, Francesco d'Assisi, Antonio da Padova e Rocco, e terminante con il timpano triangolare. 
Della costruzione originaria rimane lo scurolo, l'abside e la parte della torre Boselli che compie la funzione di sagrestia e risalenti al XIV secolo.

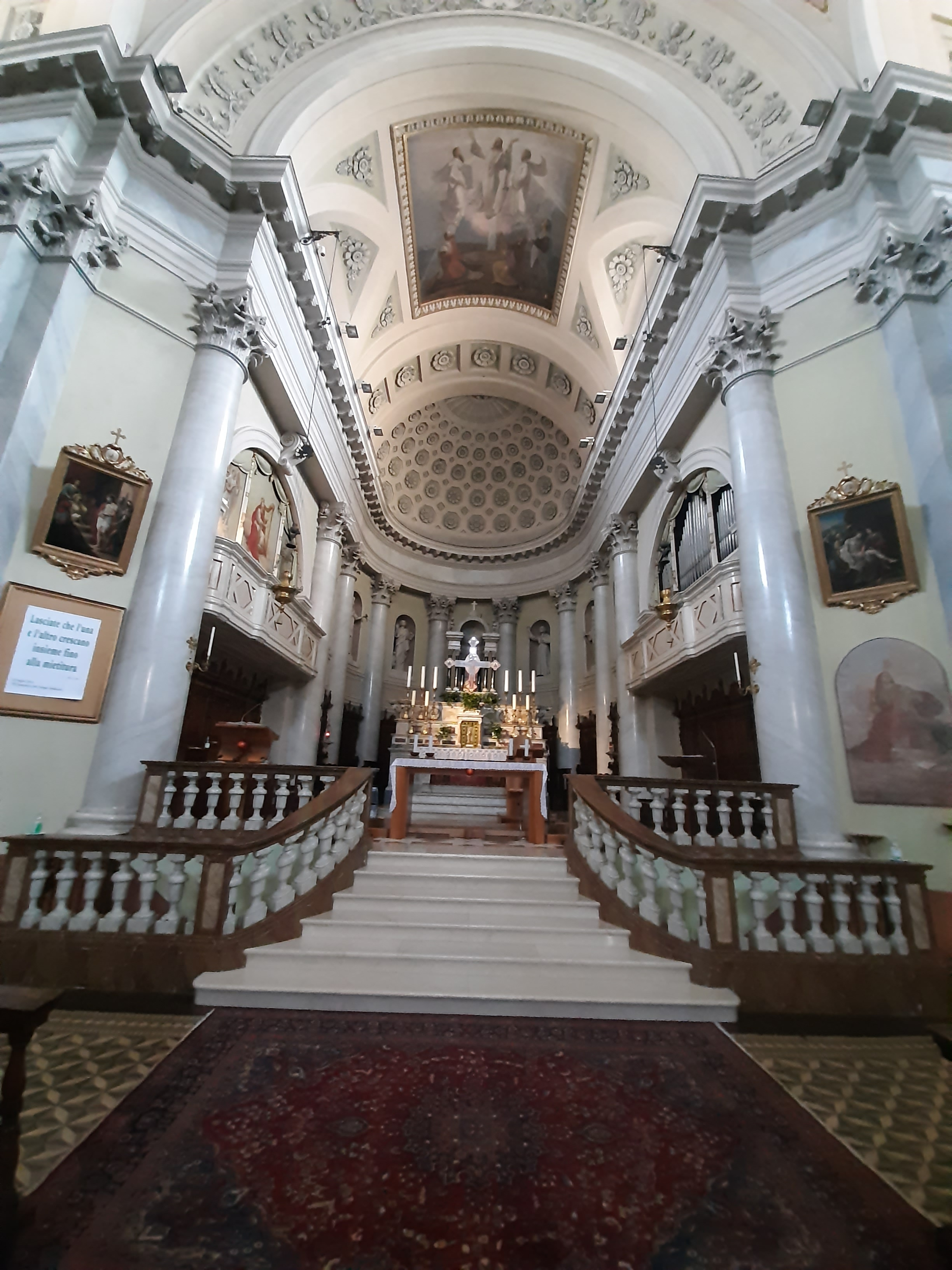
San Giovanni Bianco-Presbiterio e altare maggiore

### Interno
L'interno è a tre navate con copertura di volta a botte cassettonata. Le navate sono separate da grandi colonne in marmo con capitelli corinzi che sorreggono il cornicione che percorre tutta l'aula. La cupola del transetto con il tamburo e i pennacchi aventi dipinti i quattro evangelisti, è il punto d'unione con le navate. L'interno è illuminato dalle quattro aperture poste sul tamburo della cupola e dalle tre finestre a tutto sesto poste sulla controfacciata.
La sacrestia ospita due tele, opere giovanili di Carlo Ceresa nato a San Giovanni Bianco. Eseguita prima del 1630 la tela raffigurante la Madonna in gloria e i santi Antonio di Padova e sant'Antonio abate e un vescovo olio su tela (161x138). La tela raffigurante la sacra conversazione, si sviluppa su di uno schema piramidale seguendo le regole dalla controriforma. Di qualche anno successiva, 1633, è la tela della Madonna in gloria con san Apollonia, san Nicola da Tolentino e santa Lucia con offerenti(250x180).

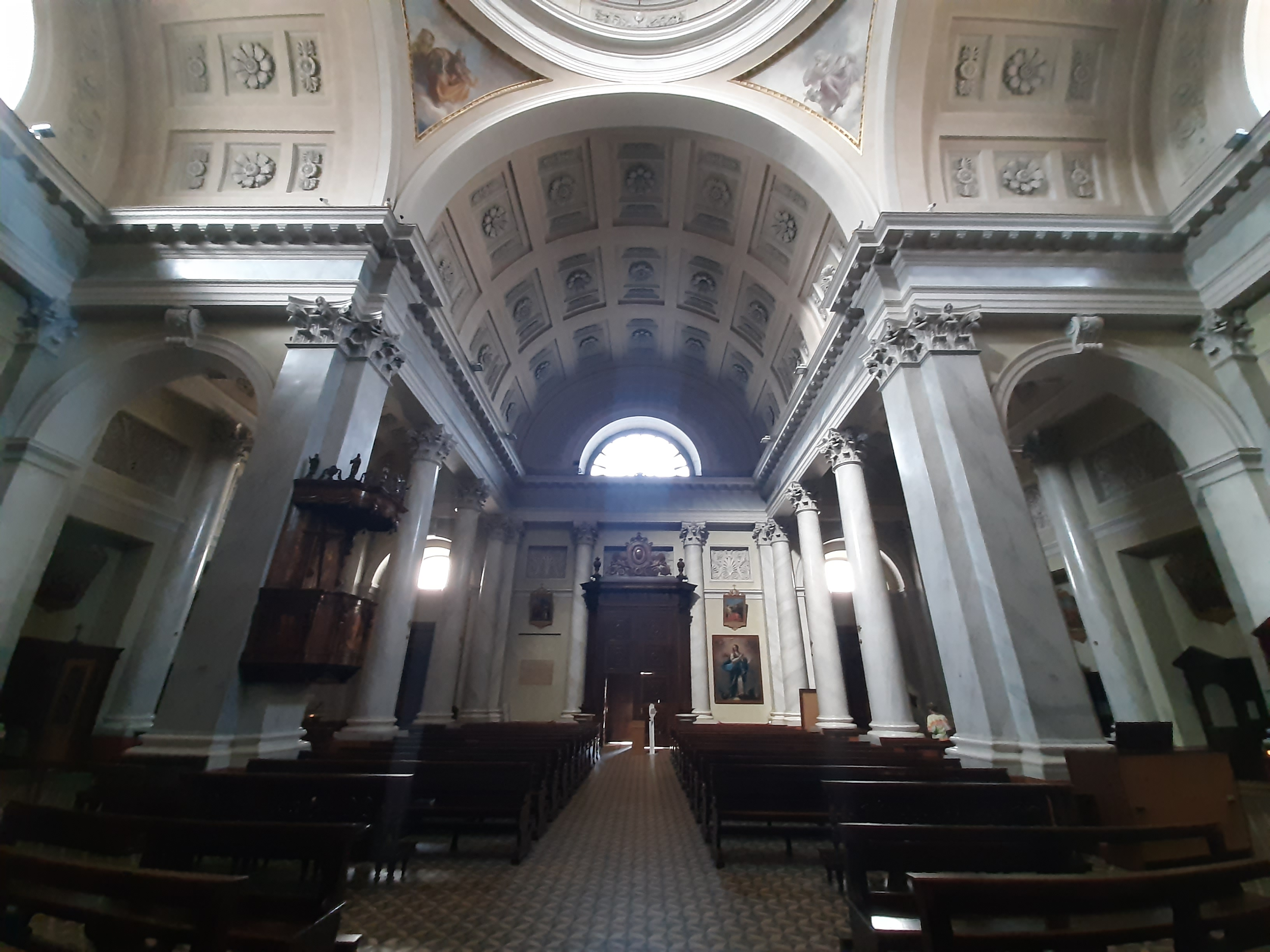
Controfacciata e navale laterali

Nella chiesa si conserva dal 1495 la reliquia della Sacra Spina, che secondo la tradizione è appartenuta alla corona di spine di Gesù. La reliquia è conservata nell'altare della cappella che precede il presbiterio. La cappella completa di colonne che sorreggono la cupoletta, è delimitata da una cancellata con pareti rivestite di marmo e l'altare in marmo occhiadino e rosso Verona rosso. La Sacra Spina, è oggetto di attenzione e di culto, perché mostra modificazioni negli anni in cui l'Annunciazione, che cade il 25 marzo, coincide con il Venerdì Santo.
Corrispondente vi è la cappella dedicata alla Madonna del Rosario sempre completa di colonne che sorreggono una piccola cupola. L'altare presenta in una nicchia la statua della Vergine.
Nella prima campata dell'aula vi è il battistero e di fronte a destra, un crocifisso. I confessionali sono posti nelle due campate successive. La zona presbiteriale, di misura inferiore all'aula, è sopraelevata e raggiungibile da una gradinata composta da sei gradini terminanti con balaustra rampante. Nella parte inferiore vi è lo scurolo, tra le parti più antiche della chiesa. Il presbiterio è illuminato da due finestre lunettate. Il coro delimita l'abside. La parte è completa di colonne corinzie lungo entrambe le pareti. L'altare è in marmo bianco di Carrara completo di fondelli policromi. Le colonne che caratterizzano tutto l'edificio, si ripetono nella tribuna.